# ФК „Питърбъроу Юнайтед“
ФК „Питърбъроу Юнайтед“ (на английски: Peterborough United Football Club) е английски професионален футболен клуб, създаден през 1934 г. Играл е в старата Мидланд Лига, която печели 6 пъти. От 1960 г. е включен във Футболната лига, заменяйки ФК „Гейтсхед“. Играе мачовете си на стадион „Лъндън Роуд“ в Питърбъроу. Псевдонимът на клуба е Пош. Най-известен играч на клуба е Тери Блай. Той вкарва 52 гола през сезон 1960 – 1961, осигурявайки им място в Четвъртата дивизия на Англия. От 25 април 2009 г. получава промоция за Чемпиъншип, след като последователно се изкачва от четвъртото ниво на английския футбол.

## История
ФК „Питърбъроу Юнайтед“ е създаден през 1934 г. в Питърбъроу Ейнджъл Хотел, обединявайки отборите Питърбъро и Флетън Юнайтед. Пош играли в старата Мидланд Лига, която печелят 6 пъти, като 5 от тях са поредни, през годините от 1956 г. до 1960 г.
След тези успехи прекарва 7 сезона в Трета дивизия, но през лятото на 1968 г. изпада във финансова криза. Чак след 6 сезона успява да се завърне в Трета дивизия, ставайки шампион на Четвърта дивизия и то за втори път под ръководството на Ноуъл Кантуел.
През 1977 – 1978 получава голям шанс за класиране във Втора дивизия, но в последният мач за сезона се изправят срещу главния претендент Рексъм и завършват наравно (0 – 0), което автоматично прави тима от Уелс шампион. Мачът се отличава и с това, че над 2000 фенове на Престън Норд Енд са на стадиона на Рексъм и ги аплодират и подкрепят, благодарение на тяхната подкрепа и тима на Престън получава промоция.
Неуспехът срещу Рексъм поклаща самочуствието на отбора и то в дългосрочен план. Следва отпадане в Четвърта дивизия през 1979 г. и прекарани 12 сезона на дъното на английския футбол заради лошата политика на мениджъри и управници.
През януари 1991 г. Крис Търнър, който през 1974 г. е играл с тима, поема отбора и от 13-а позиция стига до 4-та. През трансферния прозорец 6-има играчи подписват с клуба, като това и е рекорд за броя на играчи подписали за един клуб в един и същи ден. В последния кръг от сезона Пош се нуждаели отново от 3 точки, за да получат промоция. Гостуването в Честърфийлд се оказало немного приятно, след като домакините им вкарали 2 гола в първите 10 минути, но до края на мача футболистите на Питърбъро събират сили и изравняват с голове на Дейвид Робинсън и Джордж Бери. За тяхно щастие техният конкурент Блакпул изгубва гостуването си в Уолсул и така промоцията е реалност.
Следващият сезон остава като най-успешният в клубната му история. Започват с лош старт първенството, но играта им в турнира за Купата на лигата е прекрасна. Отстраняват Уимбълдън и Нюкасъл. След тези два тежки съперника идва и най-тежкият, а именно Ливърпул, в който играят Брус Гробелаар, Ян Мьолби, Стийв Макманамън, Дийн Сондърс и Марк Райт. Гари Кимбъл вкара единствения гол след 19 минути игра и тима на Питърбъро печели срещата и отива на четвъртфинали. И в първенството подобри класирането си. Но Мидълзбро слага край на амбициите за купата.
Въпреки всичко добрата отборна работа дава резултат в първенството и въпреки загубата с 1:0 от шампиона Брендфорд в последния кръг, Питърбъро се класират за плейофите. На полуфинал приемат отбора на Хъдърсфилд, който повежда в резултата като гост, но в последната минута капитана на Пош изравнява за 2:2. 3 дни по-късно футболистите на Питърбъроу отпътували далеч на север с надеждата да отстранят тима на Хъдърсфилд. Техните надежди са възнаградени и те печелят мача с 2:1 с голове на Уоръл Стърлинг и Стийв Купър.
На 24 май 1992 г. Питърбъроу играе за първи път на Уембли срещу тима на Стокпорт Каунти. Водещият голмайстор на Пош вкарва двата победни гола, като последният е в добавеното време, само минута след започването му.
От сезон 1960 – 1961 Питърбъроу е член на Футболната лига, спечелвайки Четвърта дивизия. През сезон 1992 – 1993 завършва на 10-а позиция в Лига едно, което е най-високото му класиране дотогава.
През сезон 2005/2006 клубът има трима мениджъри: Бари Фрай (собственик), Марк Райт (напуска през януари), Стийв Близдейл (напуска през април), Кийт Александър напуска Линкълн Сити и подписва с тима на Пош като главен мениджър.

## Стадион
Лъндън Роуд е многофункционален стадион в Питърбъроу, Англия. Предимно се използва за футболни срещи и е дом на ФК Питърбъроу Юнайтед. Стадиона е с капацитет 15 460 места и е построен през 1913 г.
Рекордната посещаемост е малко над 30 хиляди, постигната доста отдавна и е малко вероятно да бъде подобрена, поради ограничението което е до 14 хиляди. И все пак рекордната посещаемост след наложеното ограничение е 14 110 при победата над Лестър на 28 март 2009 г.
Има планове да се изгради нов стадион с капацитет около 25 хиляди, но за сега всичко е на етап плануване.

## „Ерата Макантъни“
На 18 септември 2006 г. Пош обявява „най-голямото си подписване в клубната си история“. Новият собственик е ирландецът Дара Макантъни, собственик на MRI Overseas Property. Той купува 200 от акциите на клуба и заявява, че иска да стане едноличен собственик на клуба. Сделката е забавена през ноември 2006 г., когато собственикът на земята, Peterborough United Holdings, отказват продажбата, докато не бъде довършена реконструкцията на Moyes End един от секторите на стадиона и изграждането на 135 апартамента.

### „Големите инвестиции“
- Джо Луис – присъединен за 500 000 паунда от Норич
- Габриел Закуани – присъединен за 375 000 паунда от Фулъм
- Джордж Бойд – присъединен за 260 000 паунда от Стивънидж
- Томи Роув – присъединен за 225 000 паунда от Стокпорт
- Тумани Диагурага – присъединен за 200 000 паунда от Херефорд
- Лий Фреклинстън – присъединен за 175 000 паунда от Линкълн Сити
- Доминик Грийн – присъединен за 175 000 паунда от Дагенъм
- Аарън Маклийн – присъединен за 150 000 паунда от Грейс Атлетик
- Серхио Торес – присъединен за 150 000 паунда от Уикъмб
- Крейг Маккейл-Смит – присъединен за 125 000 паунда от Дагенъм

## Известни бивши футболисти
| - Шон Сент Леджър - Тони Адкок - Джими Руни - Фред Барбър - Тери Блай - Анди Бутройд - Гари Брийн - Джими Булард - Стийв Кесъл - Кен Чарлери - Анди Кларк - Колин Кларк - Оли Конми - Роби Кук - Саймън Дейвис - Дерек Дъгън - Адам Друри - Маркъс Ебдън - Матю Едърингтън - Дейвид Фаръл - Майк Гудинг - Брин Гун | - Майки Гийн - Доминик Йорфа - Зат Найт - Гери Макелиней - Леън Маккензи - Питър Макнейм - Стийв Мороу - Дейвид Олдфийлд - Кейт Уакс - Тони Филискирк - Дейвид Плийт - Джими Куин - Томи Робсън - Дейвид Сииман - Пади Слоун - Ерик Стийл - Уоръл Стерлинг - Марк Тейлър - Алан Уодли - Джон Уайл - Дик Уитъкър - Денис Емъри |

## Спонсори
| Година | Спонсор               |  |
| ------ | --------------------- |  |
| 2007   | MRI Overseas Property |  |
| 2008   | Адидас                |  |

## Съперници
Основните съперници на Пош са Кембридж Юнайтед (считани от по-младите фенове) и Нортхемптън Таун (считани от по-възрастните фенове). През последните няколко години се радват на успех над двата отбора и изглежда, че те няма да играят помежду си за известно време.

## Мениджъри
Обновено на май 17, 2009. Периоди на служебни мениджъри са написани в курсив.
| Име                      | От                | До                | Постижения | Постижения | Постижения | Постижения | Постижения | Постижения | Постижения   |
| Име                      | От                | До                | М          | П          | Р          | З          | Г+         | Г−         | Победи (в %) |
| ------------------------ | ----------------- | ----------------- | ---------- | ---------- | ---------- | ---------- | ---------- | ---------- | ------------ |
| Джок Портър              | юни 9 1934        | Великден 1936     | –          | –          | –          | –          | –          | –          |              |
| Фред Тейлър              | Великден 1936     | Лято 1937         | –          | –          | –          | –          | –          | –          |              |
| Вик Пултър               | Лято 1937         | Лято 1938         | –          | –          | –          | –          | –          | –          |              |
| Сам Хейдън               | Лято 1938         | 14 юни 1948       | –          | –          | –          | –          | –          | –          |              |
| Джак Блуд                | Лято 1948         | май 1950          | –          | –          | –          | –          | –          | –          |              |
| Боб Гърнли               | Лято 1950         | Лято 1952         | –          | –          | –          | –          | –          | –          |              |
| Джак Фейрбродър          | 4 юни 1952        | януари 1954       | –          | –          | –          | –          | –          | –          |              |
| Джордж Суиндин           | 1954              | Лято 1958         | –          | –          | –          | –          | –          | –          |              |
| Джими Хейгън             | август 1958       | 18 октомври 1962  | –          | –          | –          | –          | –          | –          |              |
| Джони Андерсън           | 18 октомври 1962  | 19 декември 1962  | –          | –          | –          | –          | –          | –          |              |
| Джак Фейрбродър          | 19 декември 1962  | 15 февруари 1964  | –          | –          | –          | –          | –          | –          |              |
| Джони Андерсън           | 15 февруари 1964  | 2 април 1964      | –          | –          | –          | –          | –          | –          |              |
| Гордън Кларк             | 2 април 1964      | 28 септември 1967 | –          | –          | –          | –          | –          | –          |              |
| Норман Ригби             | 28 септември 1967 | ноември 1967      | –          | –          | –          | –          | –          | –          |              |
| Норман Ригби             | ноември 1967      | януари 1969       | –          | –          | –          | –          | –          | –          |              |
| Джим Илей                | 8 януари 1969     | септември 1972    | –          | –          | –          | –          | –          | –          |              |
| Джим Лоукър              | септември 1972    | 9 октомври 1972   | –          | –          | –          | –          | –          | –          |              |
| Ноуъл Кантуел            | 9 октомври 1972   | 10 май 1977       | –          | –          | –          | –          | –          | –          |              |
| Джон Барнуел             | 10 май 1977       | 9 ноември 1978    | –          | –          | –          | –          | –          | –          |              |
| Били Хейлс               | 9 ноември 1978    | януари 1979       | –          | –          | –          | –          | –          | –          |              |
| (Managerless)            | февруари 1979     | 24 февруари 1979  | 1          | 1          | 0          | 0          | 2          | 0          | 100          |
| Петер Морис              | 24 февруари 1979  | юни 1982          | –          | –          | –          | –          | –          | –          |              |
| Мартин Уилкинсън         | 30 юни 1982       | февруари 1983     | –          | –          | –          | –          | –          | –          |              |
| Бил Харви                | 6 ноември 1982    | 6 ноември 1982    | 1          | 0          | 0          | 1          | 1          | 4          | 0,00         |
| Бил Харви                | февруари 1983     | май 1983          | –          | –          | –          | –          | –          | –          |              |
| Джон Уил                 | 1 май 1983        | 1 ноември 1986    | –          | –          | –          | –          | –          | –          |              |
| Лил Фуцило               | 1 ноември 1986    | 20 ноември 1986   | –          | –          | –          | –          | –          | –          |              |
| Ноел Кантуел             | 20 ноември 1986   | 12 юли 1988       | –          | –          | –          | –          | –          | –          |              |
| Майк Джонс               | 12 юли 1988       | 31 август 1989    | –          | –          | –          | –          | –          | –          |              |
| Дейв Бут                 | 31 август 1989    | 6 септември 1989  | –          | –          | –          | –          | –          | –          |              |
| Марк Лаурвнсън           | 6 септември 1989  | 9 ноември 1990    | –          | –          | –          | –          | –          | –          |              |
| Дейв Бут                 | 9 ноември 1990    | 22 януари 1991    | –          | –          | –          | –          | –          | –          |              |
| Крис Търнър              | 22 януари 1991    | декември 1992     | –          | –          | –          | –          | –          | –          |              |
| Лил Фуцило               | декември 1992     | декември 1993     | –          | –          | –          | –          | –          | –          |              |
| Крис Търнър              | декември 1993     | Лято 1994         | –          | –          | –          | –          | –          | –          |              |
| Джон Стил                | Лято 1994         | 24 октомври 1995  | 67         | 19         | 24         | 24         | –          | –          | 28,36        |
| Майк Хелсъл              | 24 октомври 1995  | ноември 1995      | 6          | 3          | 2          | 1          | 12         | 7          | 50,00        |
| Майк Хелсъл              | ноември 1995      | 31 май 1996       | 31         | 10         | 6          | 15         | –          | –          | 32,26        |
| Бари Фрай                | 31 май 1996       | 31 май 2005       | 483        | 163        | 133        | 187        | –          | –          | 33,75        |
| Марк Райт                | 31 май 2005       | 24 януари 2006    | 35         | 12         | 11         | 12         | –          | –          | 34,29        |
| Стийв Блейсдейл          | 24 януари 2006    | 22 април 2006     | 14         | 6          | 1          | 7          | 16         | 15         | 42,86        |
| Рон Аткинсън и Бари Фрай | 22 април 2006     | 30 май 2006       | 3          | 1          | 0          | 2          | 4          | 6          | 33,34        |
| Кийт Александър          | 30 май 2006       | 15 януари 2007    | 34         | 14         | 7          | 13         | –          | –          | 41,18        |
| Томи Тейлър              | 15 януари 2007    | 20 януари 2007    | 1          | 0          | 0          | 1          | –          | –          | 00,00        |
| Дарън Фъргюсън           | 21 януари 2007    | –                 | 118        | 64         | 25         | 29         | –          | –          | 54,24        |